# Segiri
Segiri is een bestuurslaag in het regentschap Semarang van de provincie Midden-Java, Indonesië. Segiri telt 1917 inwoners (volkstelling 2010).